# صالح‌لر (امیرداغ)
صالح‌لر (به ترکی استانبولی: Salihler) یک منطقهٔ مسکونی در ترکیه است که در امیرداغ واقع شده‌است.